# Xiphosomella cerutis
Xiphosomella cerutis är en stekelart som beskrevs av Ian D. Gauld 2000. Xiphosomella cerutis ingår i släktet Xiphosomella och familjen brokparasitsteklar. Inga underarter finns listade i Catalogue of Life.